# دانیله ماگلیوکتی
دانیله ماگلیوکتی (انگلیسی: Daniele Magliocchetti؛ زادهٔ ۱۱ مهٔ ۱۹۸۶) بازیکن فوتبال اهل ایتالیا است.
از باشگاه‌هایی که در آن بازی کرده‌است می‌توان به باشگاه فوتبال هلاس ورونا، باشگاه فوتبال آسکولی، باشگاه فوتبال پون سیتی، باشگاه فوتبال آ.اس. رم، باشگاه فوتبال کالیاری، باشگاه فوتبال تریستیانا، و باشگاه فوتبال رجانا اشاره کرد.